# Vinay, Marne
Vinay är en kommun i departementet Marne i regionen Grand Est (tidigare regionen Champagne-Ardenne) i nordöstra Frankrike. Kommunen ligger i kantonen Épernay 2e Canton som tillhör arrondissementet Épernay. År 2022 hade Vinay 535 invånare.

## Befolkningsutveckling
Antalet invånare i kommunen Vinay
| Referens: INSEE |